# ローベン島
ローベン島（Lovön）は、スウェーデンのメーラレン湖に浮かぶ島の1つ。周辺の島々と共にストックホルム県エーケレー市を構成する。本土とはドロットニングホルム橋とその先のノッケビュ橋により結ばれている。ローヴ島とも表記する。
この島の最大の名所は1991年にユネスコの世界遺産に登録されたドロットニングホルム宮殿である。1982年以降、現国王カール16世グスタフとその家族は首都ストックホルム郊外のこの地を日常の居城としているが、一部は一般観光客にも公開されている。なお、国王が執務する公邸にはストックホルム旧市街（ガムラスタン）にあるストックホルム宮殿が用いられている。